# National Provincial Championship Division 2 1990
La National Provincial Championship Division 2 1990 fue la decimoquinta edición de la segunda división del principal torneo de rugby de Nueva Zelanda.

## Sistema de disputa
El torneo se disputa en formato todos contra todos a una sola ronda, el equipo que logra el mayor puntaje al finalizar el torneo se corona campeón y asciende a la Primera División, mientras que el último clasificado desciende directamente a la Tercera División.

## Campeonato
Tabla de posiciones
| Pos. | Equipo         | Encuentros | Encuentros | Encuentros | Encuentros | Tantos | Tantos | Tantos | PB | PB | Puntos |
| Pos. | Equipo         | PJ         | PG         | PE         | PP         | F      | C      | Dif    | BO | BD | Puntos |
| ---- | -------------- | ---------- | ---------- | ---------- | ---------- | ------ | ------ | ------ | -- | -- | ------ |
| 1.º  | Hawke's Bay    | 7          | 6          | 0          | 1          | 187    | 87     | +100   | 0  | 0  | 24     |
| 2.º  | King Country   | 7          | 6          | 0          | 1          | 172    | 75     | +97    | 0  | 1  | 24     |
| 3.º  | Manawatu       | 7          | 5          | 1          | 1          | 201    | 99     | +102   | 0  | 1  | 23     |
| 4.º  | Wanganui       | 7          | 4          | 1          | 2          | 157    | 155    | +2     | 0  | 0  | 18     |
| 5.º  | Poverty Bay    | 7          | 2          | 1          | 4          | 122    | 162    | -40    | 0  | 1  | 11     |
| 6.º  | Marlborough    | 7          | 1          | 1          | 5          | 100    | 183    | -83    | 0  | 1  | 7      |
| 7.º  | Wairarapa Bush | 7          | 1          | 0          | 6          | 85     | 142    | -57    | 0  | 3  | 7      |
| 8.º  | Mid Canterbury | 7          | 1          | 0          | 6          | 65     | 186    | -121   | 0  | 0  | 4      |

|  | Campeón.                      |
|  | Desciende a Tercera División. |

| Bandera de Nueva Zelanda |
| Campeón Hawke's Bay      |
| Segundo título           |